# واناسلیینا
واناسلیینا (به لاتین: Vana-Vastseliina) یک روستا در استونی است که در وستسلیینا پاریش واقع شده‌است.